# Розен, Пётр Карлович
Пётр Карлович Розен (1801—1868) — барон, вице-адмирал Российского императорского флота.

## Биография
Сын майора барона Карла Карловича Розена от брака его с графиней Марией Антоновной урождённой Миних, родился 22 ноября 1801 года.
В 1811 году поступив в Морской корпус кадетом, он 16 марта 1818 года был произведён в гардемарины, а 2 марта 1821 года в мичманы с переводом в Гвардейский экипаж. В том же году на корабле «Финланд» он крейсировал у мыса Дагерорд (Ристна), а в 1822 и 1823 годах — на фрегате «Лёгкий» — в Балтийском море, в следующем — на том же фрегате плавал от Кронштадта до Исландии, в 1825 году, на фрегате «Патрикий», крейсировал в Балтийском море, в 1826 году на брандвахтенном фрегате «Лёгкий» был в кампании на Кронштадтском рейде и 30 декабря того же года произведён в лейтенанты.
В 1827 году на брандвахтенном фрегате «Полнощный» барон Розен был в кампании на том же рейде, в течение 1828 и 1829 годах состоял адъютантом при контр-адмирале Рожнове, в Кронштадте, в 1830 году на фрегате «Принц Оранский» плавал от Кронштадта до Исландии и в Брест.
В 1831—1833 годах на фрегате «Анна» перешёл из Кронштадта в Архипелаг и крейсировал в Адриатическом море, после чего некоторое время находился у Босфора для поддержки десантного корпуса графа Мурвьёва а затем перешёл в Севастополь.
В 1834 году был награждён орденом Святого Станислава III степени. В кампанию этого года возвратившись берегом из Николаева в Кронштадт, он на корвете «Львица» плавал от Кронштадта до Любека, а в следующем году был адъютантом при адмирале Рожнове — до 20 ноября, когда переведён был в 5-й флотский экипаж, где 28 марта 1836 года произведён был в капитан-лейтенанты.
С 1836 по 1839 год барон Розен командовал бригом «Полинур», в Балтийском море, в следующем году — фрегатом «Екатерина» в том же море, а в 1841 году был награждён орденом Святой Анны 3-й степени и, командуя тем же фрегатом, плавал между Кронштадтом и Ревелем.
В 1842 году, командуя батальоном гребной флотилии, плавал в Финском заливе, 6 декабря он был произведён в капитаны 2-го ранга, в 1844 и 1845 годах, командуя кораблем «Кацбах», крейсировал в Немецком и Балтийском морях, 7 апреля 1846 года был произведён в капитаны 1-го ранга и затем, командуя 2-м батальоном гребной флотилии, плавал между Санкт-Петербургом и Кронштадтом.
1 января 1847 года за беспорочную выслугу 25 лет в офицерских чинах барон Розен был награждён орденом Святого Георгия IV степени (№ 7588 по кавалерскому списку Григоровича — Степанова) и, командуя кораблём «Кацбах», до 1853 года плавал в Немецком и Балтийском морях. При этом в кампанию 1851 года был награждён орденом Данеброга, а в 1852 году орденом Святого Владимира IV степени.
В 1854 году, командуя кораблём «Великий князь Михаил», он стоял на малом Кронштадтском рейде для защиты Кронштадта от нападения англо-французского флота и принимал участие в артиллерийской дуэли с союзниками, 6 декабря был произведён в контр-адмиралы с назначением командиром 1-й бригады 2-й флотской дивизии, в 1855 году — командовал 2-м и 3-м отрядами гребной флотилии на том же рейде; потом, имея свой флаг на корабле «Ингерманланд», командовал блокшивами на северном Кронштадтском фарватере, а 7 декабря был назначен командиром 3-й бригады 3-й флотской дивизии.
В 1856 году, имея флаг на пароходофрегате «Олаф», Розен плавал в Финском заливе, а на шхуне «Дождь», командуя отрядом лёгких судов, плавал для изучения Финляндских шхер и входов и выходов в порты Финского залива, после чего, имея флаг на пароходофрегатах «Камчатка» и «Рюрик» и командуя отрядом винтовых корветов, плавал для испытания их морских качеств; 10 декабря того же года он назначен был состоять при 3-й флотской дивизии, 7 марта 1860 года был назначен презусом Комиссии военного суда при Кронштадтском порте и 1 января 1864 года был произведён в вице-адмиралы.
С 1 января 1865 года барон Розен состоял по флоту, не неся действительной службы; умер от болезни печени 2 мая 1868 года в Висбадене, где и погребён.
Среди прочих наград барон Розен имел ордена св. Анны 2-й степени с императорской короной (1848 год), св. Владимира 3-й степени (1856 год), св. Станислава 1-й степени (1861 год) и св. Анны 1-й степени (1866 год).